# Adam Bareiro
Adam Fernando Bareiro Gamarra (Asunción, Paraguay, 26 de julio de 1996) es un futbolista paraguayo que juega de delantero en el Fortaleza E. C. del Campeonato Brasileño de Serie A.

## Trayectoria

### Olimpia, River Plate (P) y Nacional (P)
Debutó en el Olimpia en 2014, formando parte del plantel que se consagraría campeón del torneo clausura de ese año. Pasó en 2016 a las filas del River Plate de Asunción, donde disputó 5 partidos.
En 2017 se incorporó al Nacional de Asunción, donde alcanzó un gran nivel. Entre 2017 y 2018 disputó en total 78 partidos, anotando 28 goles incluyendo goles por la Copa Sudamericana.

### Monterrey
En 2018 pasó a filas del Monterrey de la Liga MX, donde en media temporada disputó 8 partidos, marcando 1 gol. Formó parte del plantel campeón de la Liga de Campeones de la Concacaf 2019.

### San Lorenzo de Almagro
En 2019 fue cedido a préstamo a San Lorenzo de la Primera División de Argentina.

### San Luis
Bareiro llegó al San Luis del fútbol mexicano, donde jugó sólo en 2021.

### Regreso a San Lorenzo
En 2022, Bareiro fichó nuevamente por el Monterrey de México. Sin embargo, a los días de fichar fue enviado a San Lorenzo. Volvió al Cuervo el 8 de enero de 2022. De una mala Copa de la Liga (donde solo anotó un gol), Adam se convirtió en el goleador de San Lorenzo en la Liga Profesional de Fútbol, con 10 tantos de 27 partidos. Su calidad goleadora, incluida la buena sociedad formada con Nahuel Barrios y Ezequiel Cerutti hicieron que se gane el cariño de los hinchas azulgranas, el cual se siguió incrementando en la Liga Profesional de Fútbol 2023 y Copa Sudamericana, donde nuevamente fue el goleador del Cuervo con 5 y 6 tantos respectivamente. En la Copa de la Liga, 5 goles en 8 fechas le dieron la ansiada convocatoria a la Selección de Paraguay.

### River Plate
En 2024 ficho por River Plate de Argentina por 5 millones de dólares.

### Al-Rayyan
El 12 de enero de 2025, el delantero paraguayo sería cedido por 1 año al Al-Rayyan.

## Selección nacional

### Eliminatorias
Argumentando que era un sueño, Bareiro se sumó a la convocatoria del técnico Daniel Garnero para la doble fecha de eliminatorias rumbo a la Copa Mundial de la FIFA 2026 ante Argentina y Bolivia.
Debutó el 12 de octubre del 2023 ante Argentina como titular, donde fue uno de los puntos altos en su selección pese a la derrota 1-0. Fue amonestado.

#### Participaciones en Copas América
| Copa              | Sede           | Resultado      | Partidos | Goles |
| ----------------- | -------------- | -------------- | -------- | ----- |
| Copa América 2024 | Estados Unidos | Fase de grupos | 3        | 0     |

## Estadísticas

### Clubes
- Actualizado al último partido disputado el 19 de agosto de 2025.

| Club                                   | Div.                | Temporada           | Liga  | Liga  | Liga   | Estatal | Estatal | Estatal | Copas Nacionales(1) | Copas Nacionales(1) | Copas Nacionales(1) | Copas Internacionales(2) | Copas Internacionales(2) | Copas Internacionales(2) | Total | Total | Total  |
| Club                                   | Div.                | Temporada           | Part. | Goles | Asist. | Part.   | Goles   | Asist.  | Part.               | Goles               | Asist.              | Part.                    | Goles                    | Asist.                   | Part. | Goles | Asist. |
| -------------------------------------- | ------------------- | ------------------- | ----- | ----- | ------ | ------- | ------- | ------- | ------------------- | ------------------- | ------------------- | ------------------------ | ------------------------ | ------------------------ | ----- | ----- | ------ |
| Club Olimpia Paraguay                  | 1.ª                 | 2015                | 13    | 0     | 0      | -       | -       | -       | -                   | -                   | -                   | -                        | -                        | -                        | 13    | 0     | 0      |
| Club Olimpia Paraguay                  | Total club          | Total club          | 13    | 0     | 0      | 0       | 0       | 0       | 0                   | 0                   | 0                   | 0                        | 0                        | 0                        | 13    | 0     | 0      |
| Club River Plate Paraguay              | 1.ª                 | 2016                | 4     | 0     | 0      | -       | -       | -       | -                   | -                   | -                   | -                        | -                        | -                        | 4     | 0     | 0      |
| Club River Plate Paraguay              | Total club          | Total club          | 4     | 0     | 0      | 0       | 0       | 0       | 0                   | 0                   | 0                   | 0                        | 0                        | 0                        | 4     | 0     | 0      |
| Club Nacional Paraguay                 | 1.ª                 | 2017                | 4     | 1     | 0      | -       | -       | -       | -                   | -                   | -                   | 4                        | 1                        | 0                        | 8     | 2     | 0      |
| Club Nacional Paraguay                 | 1.ª                 | 2018                | 35    | 19    | 0      | -       | -       | -       | -                   | -                   | -                   | 4                        | 0                        | 1                        | 44    | 19    | 1      |
| Club Nacional Paraguay                 | Total club          | Total club          | 44    | 20    | 0      | 0       | 0       | 0       | 0                   | 0                   | 0                   | 8                        | 1                        | 1                        | 52    | 21    | 1      |
| C. F. Monterrey · México               | 1.ª                 | 2018-19             | 7     | 1     | 1      | -       | -       | -       | -                   | -                   | -                   | 1                        | 0                        | 0                        | 8     | 1     | 1      |
| C. F. Monterrey · México               | Total club          | Total club          | 7     | 1     | 1      | 0       | 0       | 0       | 0                   | 0                   | 0                   | 1                        | 0                        | 0                        | 8     | 1     | 1      |
| Alanyaspor Turquía                     | 1.ª                 | 2020-21             | 37    | 5     | 3      | -       | -       | -       | 3                   | 1                   | 1                   | 1                        | 0                        | 0                        | 41    | 6     | 4      |
| Alanyaspor Turquía                     | Total club          | Total club          | 37    | 5     | 3      | 0       | 0       | 0       | 3                   | 1                   | 1                   | 1                        | 0                        | 0                        | 41    | 6     | 4      |
| Atlético San Luis · México             | 1.ª                 | 2021-22             | 11    | 2     | 1      | -       | -       | -       | -                   | -                   | -                   | -                        | -                        | -                        | 11    | 2     | 1      |
| Atlético San Luis · México             | Total club          | Total club          | 11    | 2     | 1      | 0       | 0       | 0       | 0                   | 0                   | 0                   | 0                        | 0                        | 0                        | 11    | 2     | 1      |
| C. A. San Lorenzo de Almagro Argentina | 1.ª                 | 2019-20             | 11    | 2     | 0      | -       | -       | -       | 1                   | 1                   | 0                   | 2                        | 1                        | 0                        | 14    | 4     | 0      |
| C. A. San Lorenzo de Almagro Argentina | 1.ª                 | 2022                | 26    | 10    | 2      | -       | -       | -       | 11                  | 1                   | 1                   | -                        | -                        | -                        | 37    | 11    | 3      |
| C. A. San Lorenzo de Almagro Argentina | 1.ª                 | 2023                | 23    | 5     | 1      | -       | -       | -       | 16                  | 7                   | 1                   | 9                        | 6                        | 0                        | 48    | 18    | 2      |
| C. A. San Lorenzo de Almagro Argentina | 1.ª                 | 2024                | 3     | 0     | 0      | -       | -       | -       | 13                  | 6                   | 1                   | 5                        | 1                        | 0                        | 18    | 7     | 1      |
| C. A. San Lorenzo de Almagro Argentina | Total Club          | Total Club          | 63    | 17    | 3      | 0       | 0       | 0       | 41                  | 15                  | 3                   | 16                       | 8                        | 0                        | 120   | 40    | 6      |
| C. A. River Plate Argentina            | 1.ª                 | 2024                | 11    | 0     | 0      | -       | -       | -       | -                   | -                   | -                   | 5                        | 0                        | 0                        | 16    | 0     | 0      |
| C. A. River Plate Argentina            | Total Club          | Total Club          | 11    | 0     | 0      | 0       | 0       | 0       | 0                   | 0                   | 0                   | 5                        | 0                        | 0                        | 16    | 0     | 0      |
| Al-Rayyan S. C. Catar                  | 1.ª                 | 2024-25             | 10    | 3     | 2      | -       | -       | -       | 4                   | 3                   | 2                   | 3                        | 0                        | 1                        | 17    | 6     | 5      |
| Al-Rayyan S. C. Catar                  | Total Club          | Total Club          | 10    | 3     | 2      | 0       | 0       | 0       | 4                   | 3                   | 2                   | 3                        | 0                        | 1                        | 17    | 6     | 5      |
| Fortaleza E. C. · Brasil               | 1.ª                 | 2025                | 5     | 0     | 0      | -       | -       | -       | 0                   | 0                   | 0                   | 2                        | 0                        | 0                        | 7     | 0     | 0      |
| Fortaleza E. C. · Brasil               | Total Club          | Total Club          | 5     | 0     | 0      | 0       | 0       | 0       | 0                   | 0                   | 0                   | 2                        | 0                        | 0                        | 7     | 0     | 0      |
| Total en su carrera                    | Total en su carrera | Total en su carrera | 205   | 48    | 10     | 0       | 0       | 0       | 48                  | 19                  | 6                   | 36                       | 9                        | 2                        | 289   | 76    | 18     |

### Selección nacional
| Selección         | Año   | Amistosos | Amistosos | Amistosos | Eliminatorias | Eliminatorias | Eliminatorias | Copa América | Copa América | Copa América | Mundial | Mundial | Mundial | Total | Total | Total |
| Selección         | Año   | PJ        | G         | A         | PJ            | G             | A             | PJ           | G            | A            | PJ      | G       | A       | PJ    | G     | A     |
| Absoluta Paraguay | 2023  | -         | -         | -         | 3             | 0             | 0             | -            | -            | -            | -       | -       | -       | 3     | 0     | 0     |
| Absoluta Paraguay | 2024  | 3         | 0         | 0         | -             | -             | -             | 3            | 0            | 0            | -       | -       | -       | 6     | 0     | 0     |
| Absoluta Paraguay | Total | 3         | 0         | 0         | 3             | 0             | 0             | 3            | 0            | 0            | -       | -       | -       | 9     | 0     | 0     |
| ----------------- | ----- | --------- | --------- | --------- | ------------- | ------------- | ------------- | ------------ | ------------ | ------------ | ------- | ------- | ------- | ----- | ----- | ----- |

## Palmarés

### Títulos nacionales
| Título           | Club    | País     | Año    |
| ---------------- | ------- | -------- | ------ |
| Primera División | Olimpia | Paraguay | C-2015 |

### Títulos internacionales
| Título                           | Club            | Sede      | Año  |
| -------------------------------- | --------------- | --------- | ---- |
| Liga de Campeones de la Concacaf | C. F. Monterrey | Guadalupe | 2019 |

## Vida personal
Es hermano del exfutbolista Fredy Bareiro.